# Luis Llovera Páez
Luis Felipe Llovera Páez (Ciudad Bolívar, Estado Bolívar, 14 de abril de 1913- Caracas el 10 de septiembre de 1977) fue un militar y político venezolano, miembro de la Junta Militar de Gobierno entre 1948 y 1952 tras el golpe de Estado a Rómulo Gallegos, ejerciendo también como ministro de Relaciones Interiores entre 1948-1952 y en 1958, durante la dictadura presidida por Carlos Delgado Chalbaud y Germán Suárez Flamerich, así como ministro de Comunicaciones entre 1955 y 1958, ya bajo la dictadura de Marcos Pérez Jiménez.

## Primeros años
Quedó huérfano a corta edad y fue criado por su hermano mayor, Rafael Llovera Páez. Sus estudios primarios y secundarios los realizó en Ciudad Bolívar, Carúpano y Caracas. 

### Carrera militar
Llovera Páez egresó de la Escuela Militar y Naval, antecesora de la Academia Militar de Venezuela; en la promoción año 1932, con el puesto de Mérito número 1, con el rango de Alférez Mayor. Ascendido a Capitán en 1945 y a Mayor un año después, desempeña el cargo de Primer Ayudante y subjefe del Estado Mayor y profesor de Infantería técnica, Infantería táctica y Servicio de campaña en la recién fundada Academia Militar de Venezuela, así como de Servicio Nacional de Seguridad en la Escuela de Aplicación de Infantería. 

## Carrera política

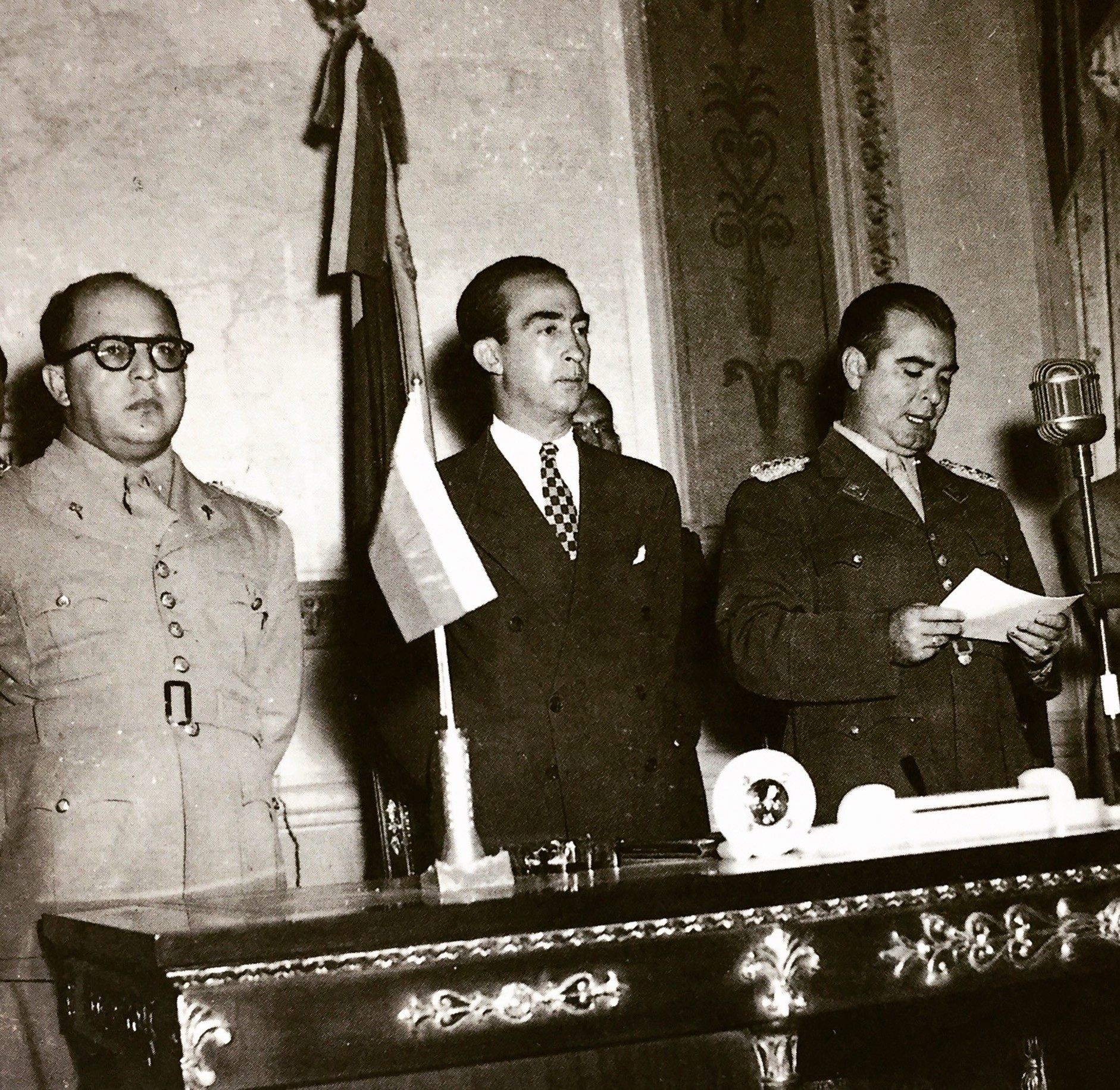
Marcos Pérez Jiménez, Germán Suárez Flamerich y Luis Felipe Llovera Páez, miembros de la Junta de Gobierno 1950-1952.

En 1948, con el grado de teniente coronel y encargado de la Jefatura del Estado Mayor General, desempeña un importante papel en el desarrollo y ejecución del golpe de Estado en Venezuela de 1948 que derrocó al presidente Rómulo Gallegos. 

### Dictadura militar

Luis Llovera Páez con Marcos Pérez Jiménez izan la bandera nacional en el archipiélago Los Monjes durante la Crisis del archipiélago Los Monjes.

Posteriormente, formó parte de la Junta de Gobierno Militar junto a Marcos Pérez Jiménez, Carlos Delgado Chalbaud y luego, Germán Suárez Flamerich (1948-1952), ocupando además la cartera del Ministerio de Relaciones Interiores (1948-1952). Ascendido a Coronel, es nombrado Director de la Oficina de Estudios Especiales de la Presidencia de la República (1953-1955) y encargado del Ministerio de Comunicaciones (1955-1956). General de Brigada (1956), es confirmado como Ministro de Comunicaciones (1956-1958). Desde el 11 de enero al 23 de enero de 1958, fue nombrado nuevamente Ministro de Relaciones Interiores. 

### Últimos años
A raíz de los sucesos del 23 de enero de 1958, se exilió en los Estados Unidos, Suiza, Uruguay y, finalmente en Argentina donde se dedicó a inversiones en Bienes Raíces y promoción inmobiliaria (1958-1969). En septiembre de 1969 regresa a Venezuela, y en 1971 funda el Frente Nacional Integracionista (FNI), convertido en Partido Nacional Integracionista (PNI, noviembre de 1971), con el objetivo de fusionar a los grupos políticos de la corriente perezjimenista. 
En los comicios de 1973, Llovera Páez y su organización partidista sufren un grave revés político al apoyar la candidatura presidencial de Pedro Tinoco (hijo), la cual sólo obtuvo un 0, 66 % del sufragio, en unas elecciones ampliamente ganadas por Carlos Andrés Pérez, con un 70% de los votos escrutados; lo que señalaría el comienzo del fin para las tendencias perezjimenistas en el país. Luis Felipe Llovera Páez muere en Caracas el 10 de septiembre de 1977.

## Promociones
- General de División - 5 de julio de 1957
- General de Brigada - 5 de julio de 1956
- Coronel - 1953
- Teniente coronel - 1948
- Mayor - 1946
- Capitán - 1945
- Teniente - 1940
- Subteniente - 1932